# Leggende (Magic)

Il logo del set

Leggende è stata la terza espansione di Magic: l'Adunanza dopo il primo Set Base. Fu pubblicata nel giugno del 1994.

## Caratteristiche

Il simbolo dell'espansione

Ha 310 carte (75 comuni, 114 non comuni e ben 121 rare). Come nella pubblicazione del set Antiquities Richard Garfield, ideatore del gioco, fu aiutato da studenti della University of Pennsylvania.
In Italia arrivò nel 1995, appena dopo la pubblicazione del set L'Oscurità, il primo set nella storia di Magic ad essere pubblicato in una lingua diversa dall'inglese.
In questo set compaiono per la prima volta carte multicolori e vengono inventate le creature leggendarie.